# ویلم سندبرگ

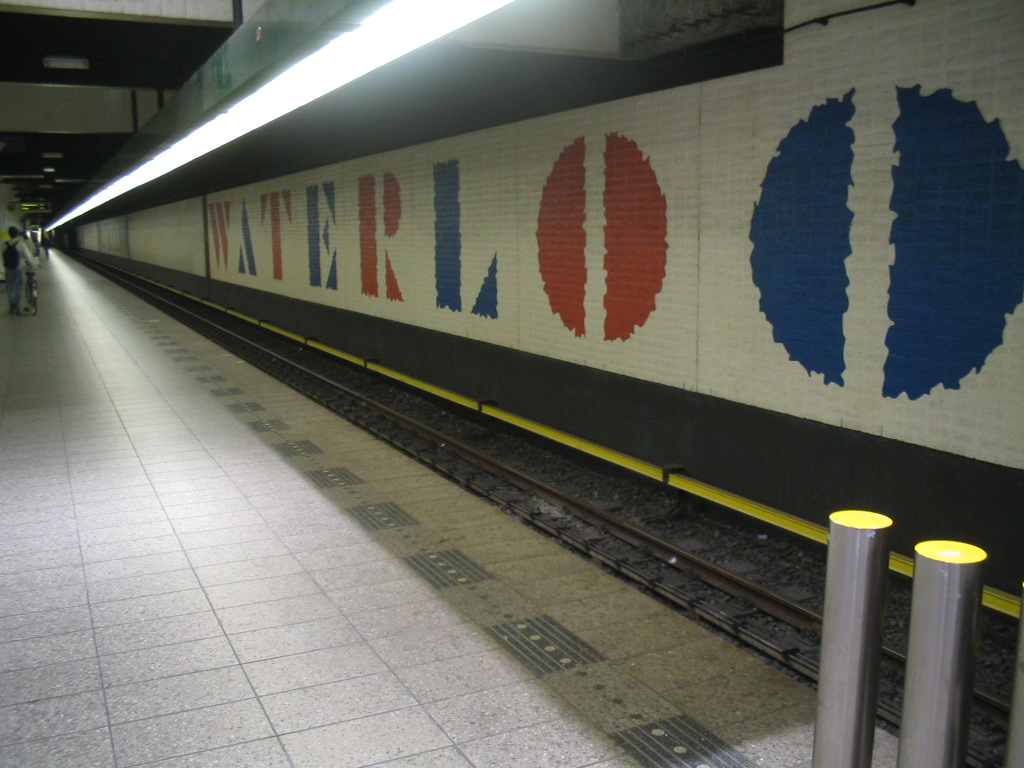
یکی از تایپوگرافی‌های ویلم الکساندر در ایستگاه مترو

ویلم سندبرگ (۱۹۸۴–۱۸۹۷) یک تایپوگراف و نمایشگاه‌گردان و از اعضای مقاومت هلندی در طول جنگ جهانی دوم است.